# T.E.V.I.N.
T.E.V.I.N. è il primo album in studio del cantante statunitense Tevin Campbell, pubblicato nel 1991.

## Tracce
1. Round and Round – 4:54 (Prince, Justin Warfield)
2. Interlude/Over the Rainbow and on to the Sun – 0:49 (Narada Michael Walden)
3. Tell Me What You Want Me to Do – 5:03 (Walden, Tevin Campbell, Sally Jo Dakota)
4. Lil' Brother – 4:09 (Walden, Mike Mani, Skyler Jett)
5. Alone with You – 5:07 (Al B. Sure!, Kyle West)
6. Strawberry Letter 23 – 4:07 (Shuggie Otis)
7. One Song – 4:27 (Marilyn Bergman, Alan Bergman, Marvin Hamlisch)
8. Just Ask Me To (featuring Chubb Rock) – 4:07 (Al B. Sure, Kyle West, Chubb Rock)
9. Goodbye – 4:17 (Al B. Sure, Kyle West)
10. "Perfect World" – 4:32 (Axel Kroel, Tina Baker)
11. Confused – 4:57 (Al B. Sure, Kyle West)
12. Look What We'd Have (If You Were Mine) – 4:40 (Walden, Campbell, Tony Lindsay)
13. She's All That – 4:48 (Axel Kroell, Tina Baker, Tony McIlwain)